# BCS Group
À ne pas confondre avec la société BCS S.p.A.
Pour les articles homonymes, voir BCS.
BCS Group, acronyme de "Bonetti, Castoldi, Speroni", est un groupe industriel italien, spécialisé dans la conception et la production de tracteurs agricoles, machines pour les espaces verts, motoculteurs, faucheuses, équipements pour la fenaison, groupes électrogènes et postes à souder.

## Histoire
Le siège principal de la holding BCS Group est implanté à Abbiategrasso dans la banlieue de Milan, petite ville industrielle où en 1943 l'ingénieur Luigi Castoldi créa la société BCS S.p.A., première étape du groupe éponyme.

## Le Groupe BCS
Le Groupe BCS est une holding multinationale du secteur mécanique. Il comprend 3 secteurs d'activité :
- machines agricoles, avec les marques BCS, Ferrari-Agri et Pasquali,
- machines pour les espaces verts avec la marque MA.TRA.,
- groupes électrogènes portables, mobiles et industriels avec les marques Ferrari Energia et Pasquali Energia,
- postes à souder avec les marques MOSA et BCS Energia.

La production est répartie sur trois sites industriels en Italie : Abbiategrasso, Luzzara et Cusago pour une surface couverte globale de plus de 360 000 m2 ; chaque site étant spécialisé dans un secteur d'activité spécifique.
La présence mondiale du groupe BCS est assurée à travers des filiales commerciales assurant l'importation et la commercialisation des produits en Espagne, Portugal, France, Allemagne, Inde, Chine et Brésil. Le groupe a créé une coentreprise en Chine et dispose d'une représentation en Russie. Dans les autres pays, les produits sont distribués à travers un réseau de 300 importateurs.

## Usines de production
- Abbiategrasso (Milano)
- Cusago (Milano)
- Luzzara (Reggio Emilia)

## Production actuelle
- Faucheuses - débroussailleuses
- Motoculteurs
- Machines pour espaces verts
- Machines pour la fenaison
- Tracteurs isodiamétriques : Invictus, Valiant, Vithar, Volcan
- Tracteurs traditionnels : Vivid, Volcan SDT
- Groupes électrogènes portables, mobiles et industriels.

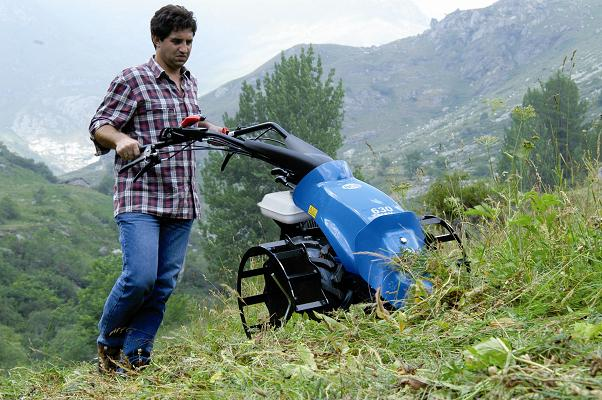
Faucheuse-débroussailleuse série MAX.
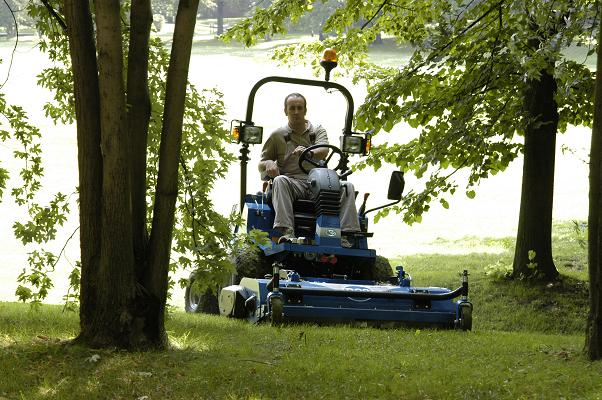
Tondeuse série MA.TRA.
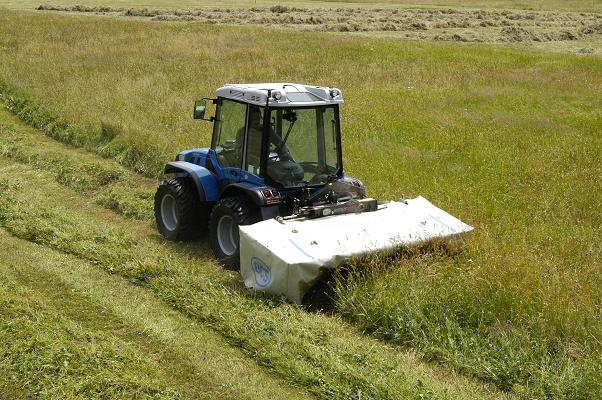
Machine à fenaison série ROTEX.
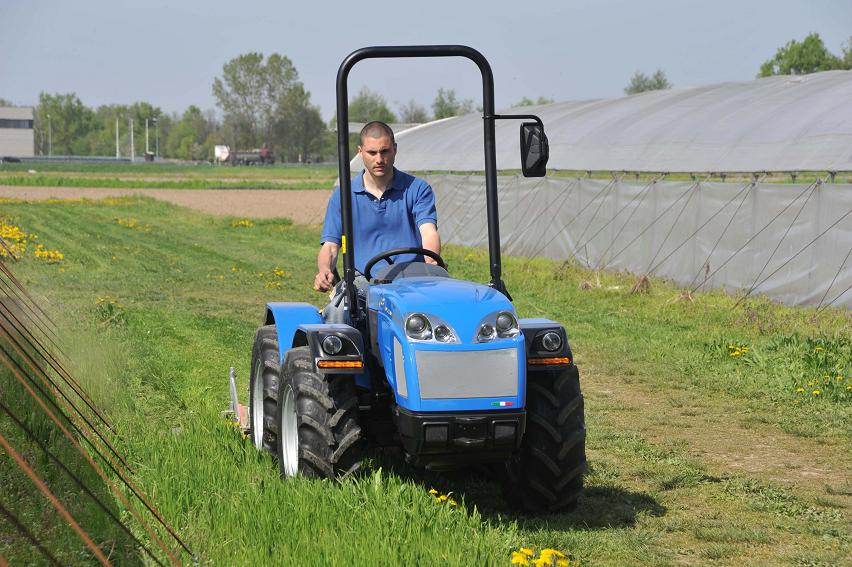
Tracteur Invictus.
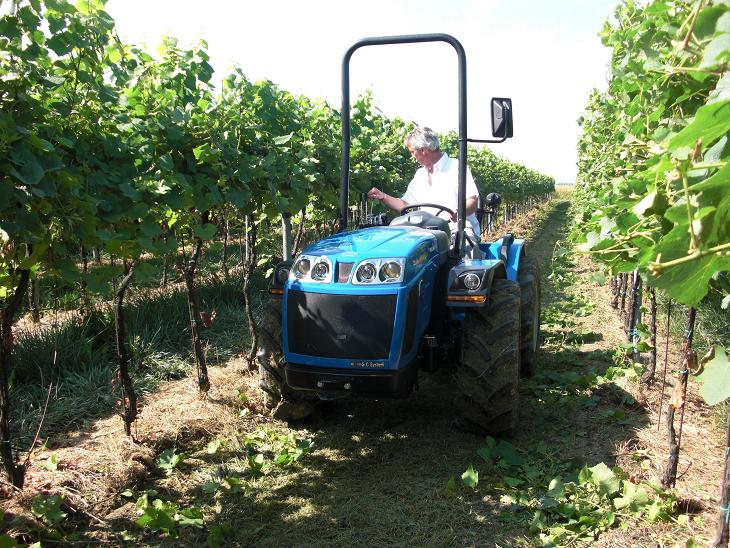
Tracteur Valiant.
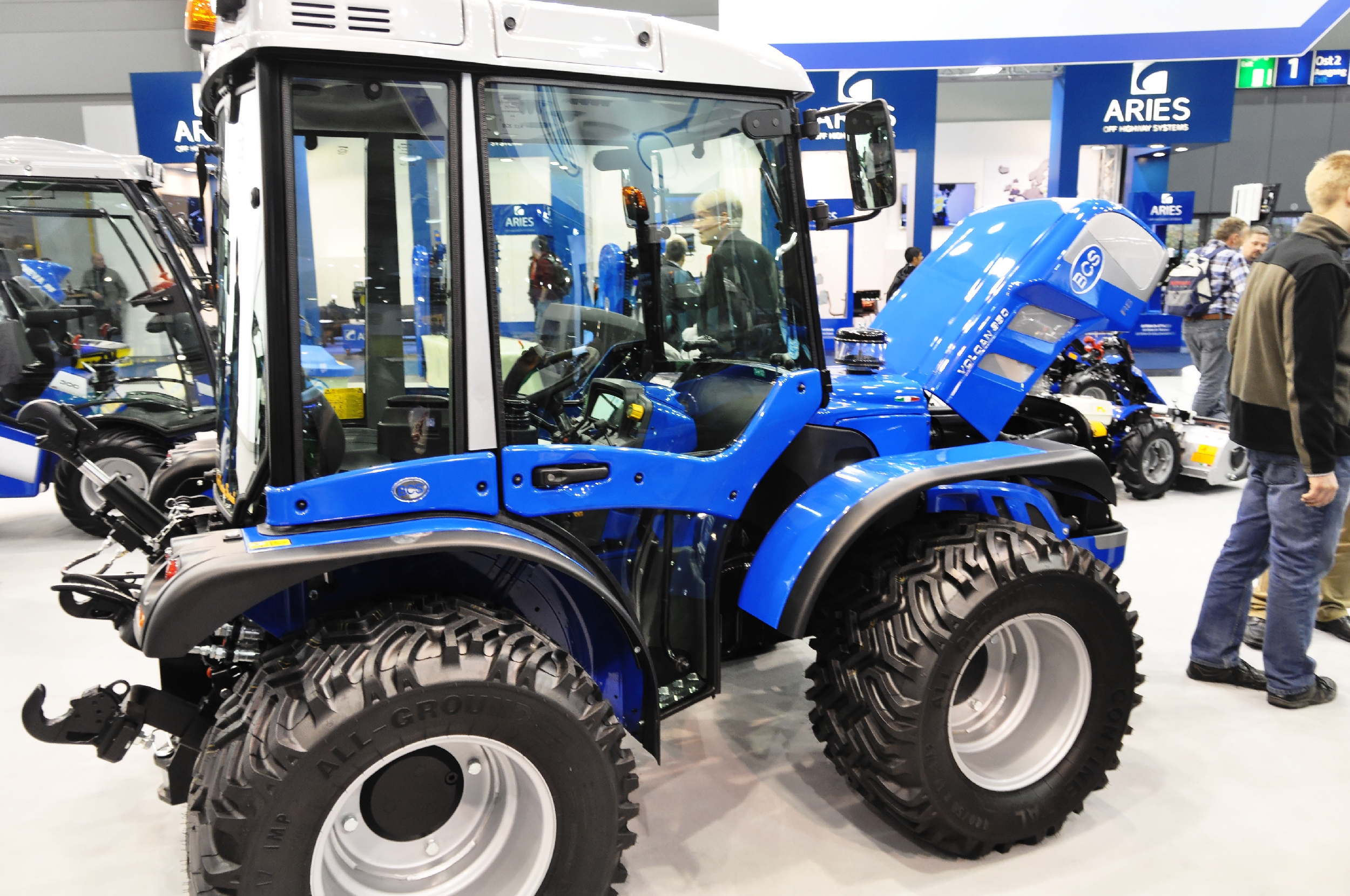
Tracteur Volcan 350.
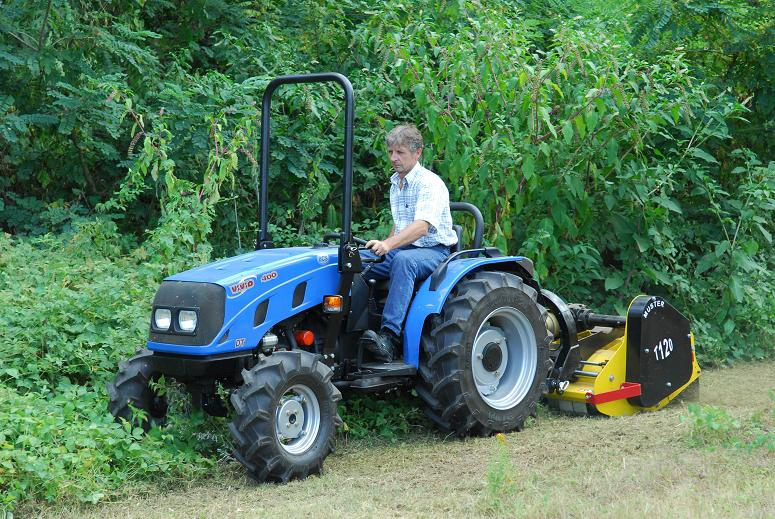
Tracteur Vivid.
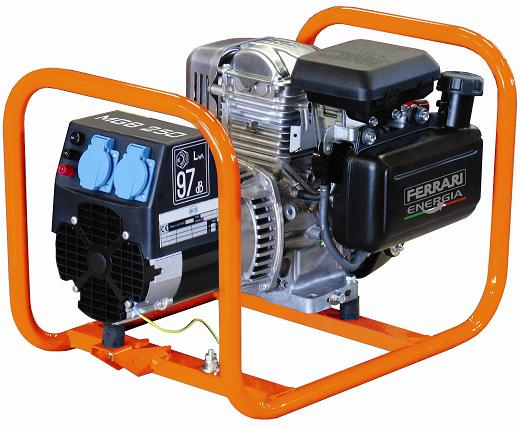
Groupe électrogène portable.

La devise imposée par le fondateur; l'Ing. Fabrizio Castoldi, Président du Groupe BCS est :
" Sempre un passo avanti... perché soddisfare il presente non ci è mai bastato ! " - Toujours un pas d'avance... parce que satisfaire le présent ne nous a jamais suffit !